# Liste von Persönlichkeiten aus Muralto
Diese Liste enthält in Muralto geborene Persönlichkeiten und solche, die in Muralto ihren Wirkungskreis hatten, ohne dort geboren zu sein. Die Liste erhebt keinen Anspruch auf Vollständigkeit.

## Persönlichkeiten
(Sortierung nach Geburtsjahr)
- Adelsfamilie Muralt, Muralti, Muralto.[1]
  - Gaffo de Muralto (um 1160–nach 1219), Adel, Schlossbesitzer und Gesandter
  - Luterius Muralti (* um 1270 in Muralto; † nach 1322 ebenda ?), erstmals erwähnt 1293–1322, Urenkel von Gaffus, Podestà von Locarno 1304, Podestà von Bellinzona 1307, Welfenführer[1]
  - Petrus Muralti (* 1351 in Muralto; † 1376 ebenda ?), von 1355 bis 1356 war er Vicar des Bernabò Visconti, Herrn von Mailand, über die Talgemeinde Leventina[1]
  - Castellinus Muralti (* 1428 in Muralto; † 1470 in Cremona ?), wird infolge Teilnahme an der Empörung gegen den Grafen Rusca 1448 verbannt, ist 1464 und 1470 Strasseninspektor von Stadt und Distrikt Cremona[1]
  - Thomasinus Muralti (* 1422 in Muralto; † 1448 ebenda ?), Enkel von Petrus, empört sich 1448 gegen den Grafen Rusca und wird hingerichtet[1]
  - Christoforus Muralti (* 1439 in Muralto; † 1486 in Como ?), Doktor der Rechte, wird 1439 unter die Dekurionen von Como aufgenommen[1]
  - Franciscus Muralti (* ca. 1457 in Muralto; † nach 1520 ebenda ?), Doktor der Rechte, Podestà von Traona (1501–1502), Verfasser der Annalia Francisci Muralti 1492–1520[1]
  - Martino de Muralto (* um 1521–1566), Adliger, Feudalherr und reformierter Flüchtling in Zürich[1]
  - Johannes Muralti (* um 1500 in Muralto; † 1579 in Zürich), Wundarzt, Anhänger der Reformation, wandert 1555 mit Gattin und Kindern nach Zürich aus. Dank seiner medizinischen Kenntnisse erhalten er und seine beiden Söhne am 31. Januar 1566 das zürcherische Bürgerrecht mit der Regimentsfähigkeit. Mitglied der Gesellschaft zum Schwarzen Garten und Stadtarzt. Stammvater der Zürcher Muralten. Seine Gattin Barbara, geborene Muralt, tritt am 18. Januar 1555 vor dem päpstlichen Legaten mutvoll für den reformierten Glauben ein[1]

- Antonio de Albricis (* um 1400 in Lugano; † nach 1437 in Muralto), Erzpriester der Stiftskirche San Vittore von Muralto[2]
- Ambrogio de Muralto (* um 1450 in Muralto; † nach 1487 ebenda ?), Künstler, Maler. Er signierte und datierte Fresken in der Kathedrale San Lorenzo in Lugano[3][4]
- Francesco Ballarini (um 1569–1627), ein Italiener Chorherr, Geistlicher, Protonotar, Pfalzgraf und Erzpriester von Locarno
- Carlo Giuseppe Cortella (* um 1640 in Muralto; † nach 1677 ebenda), Maler und Kupferstecher tätig in Turin[5]
- Giovanni Giulio Gerolamo Berna (* 21. April 1717 in Prato (Vallemaggia); † 3. März 1804 in Locarno), Domherr[6]

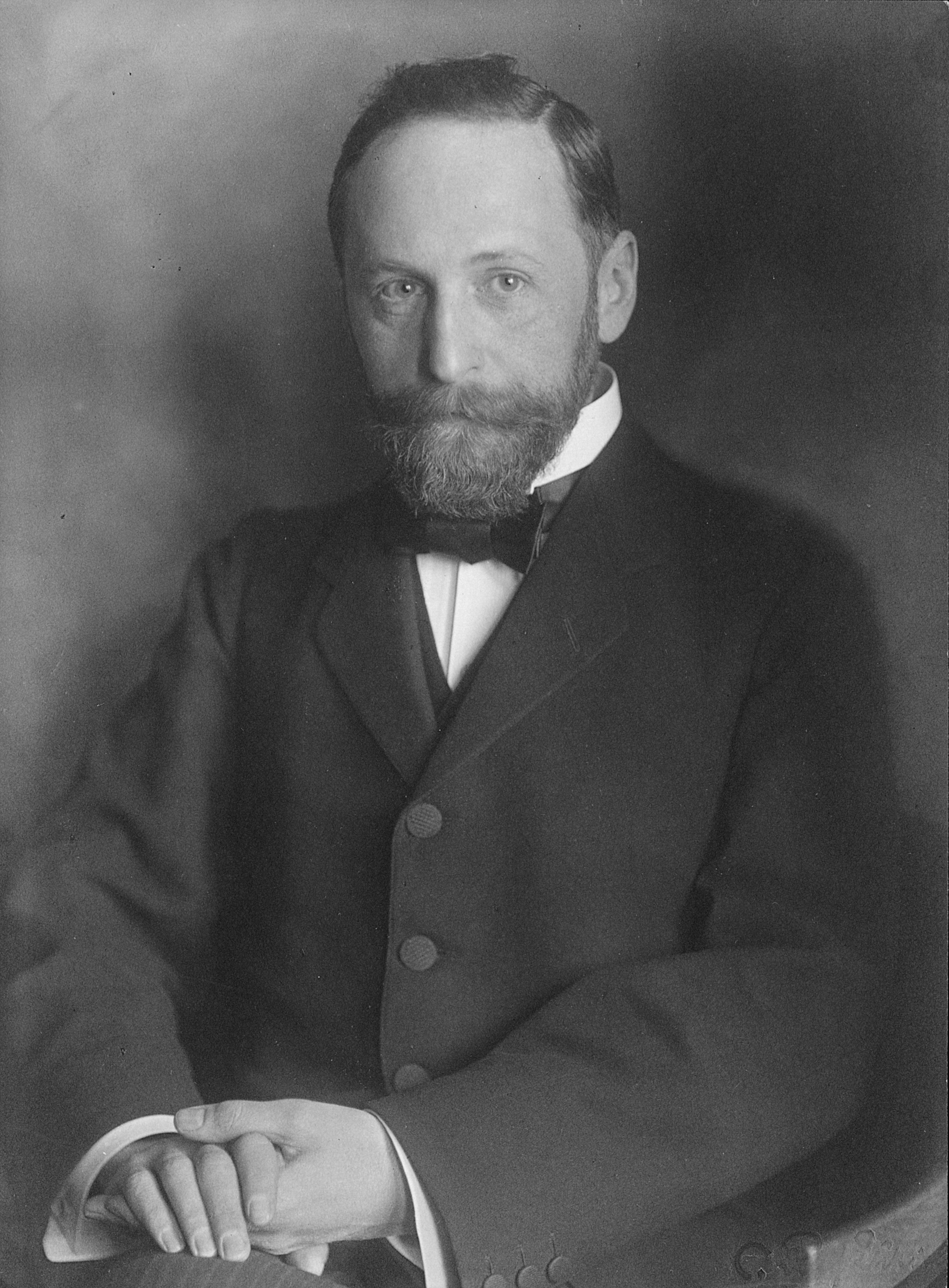
Richard Willstätter, um 1916

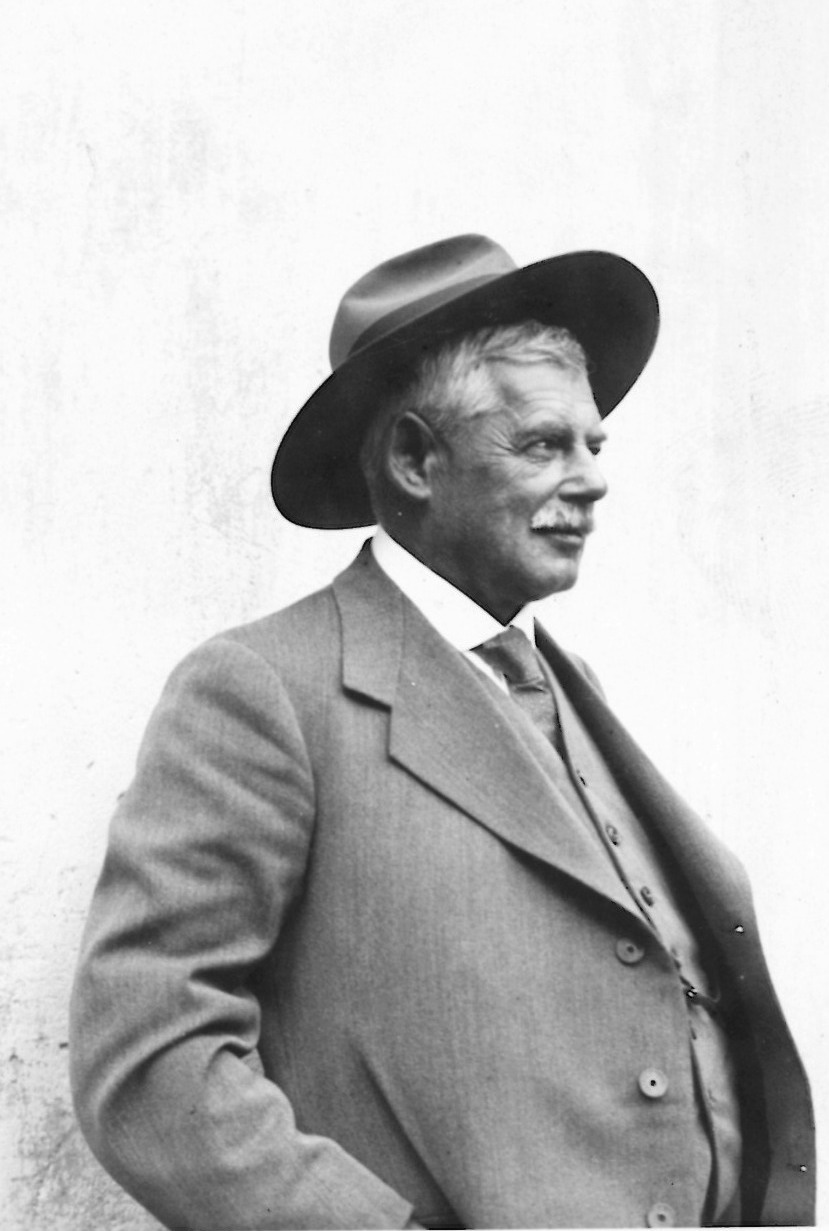
Ernst Zuppinger 1921

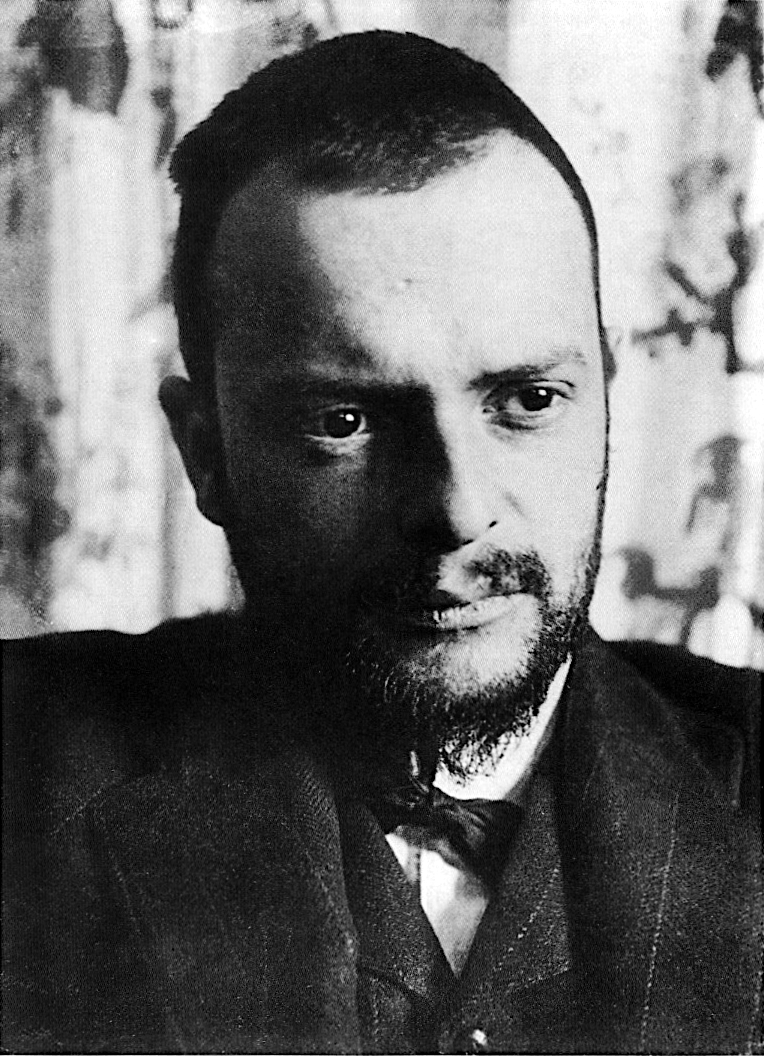
Paul Klee, Fotografie von Alexander Eliasberg

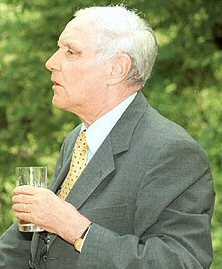
Flavio Cotti (2001)

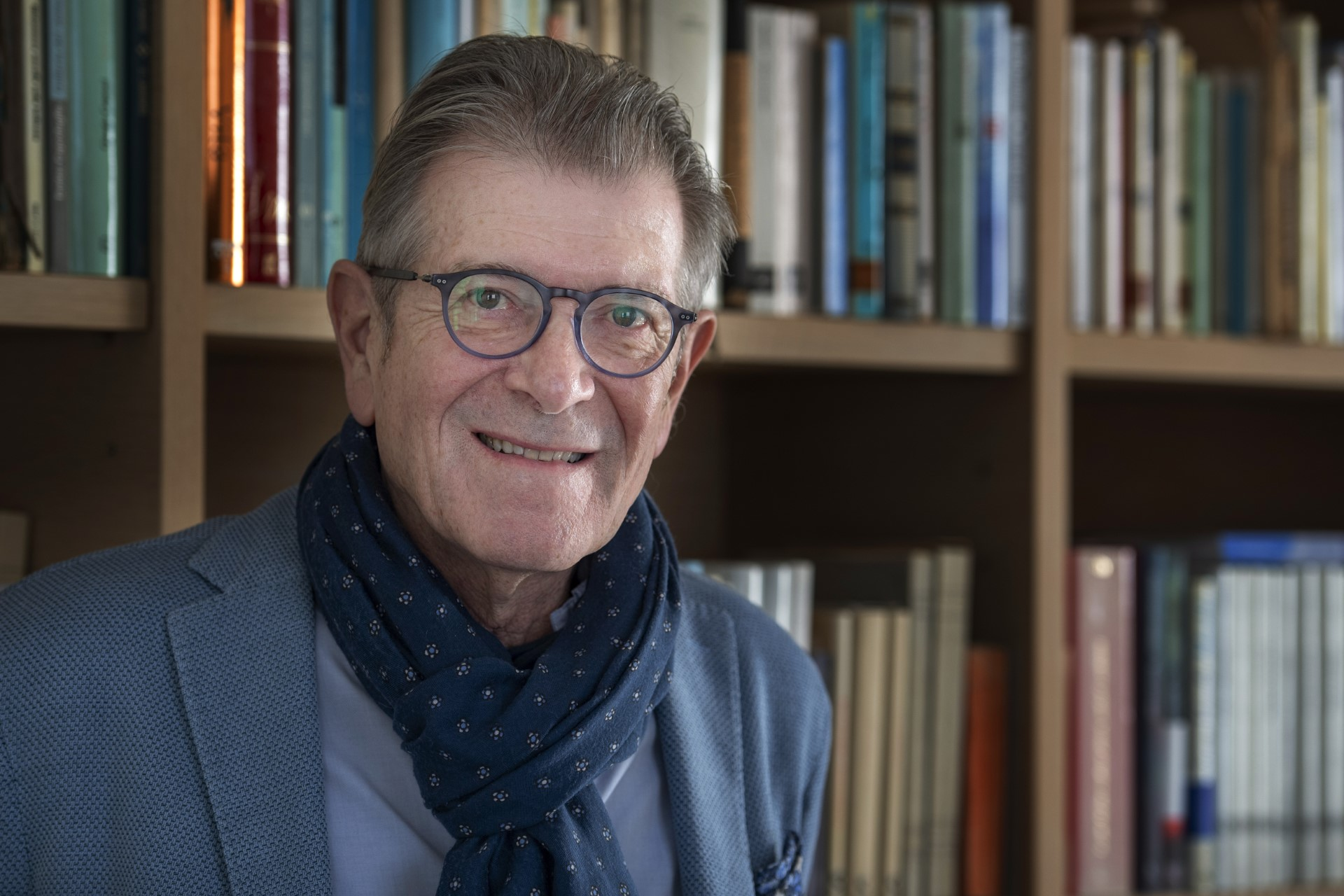
Renato Martinoni

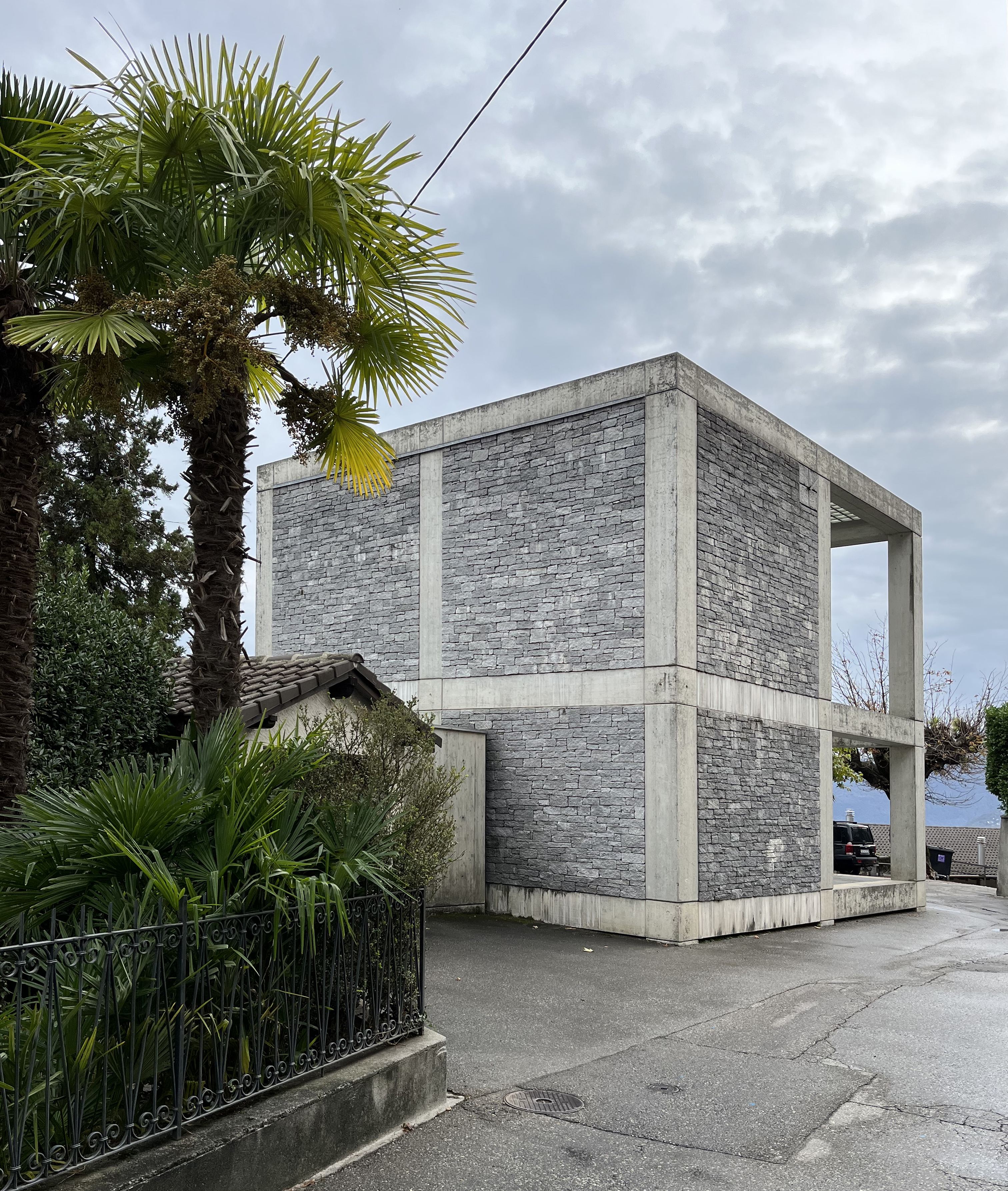
Raffaele Cavadini: Oratorium von Porta, Brissago 1991–1996

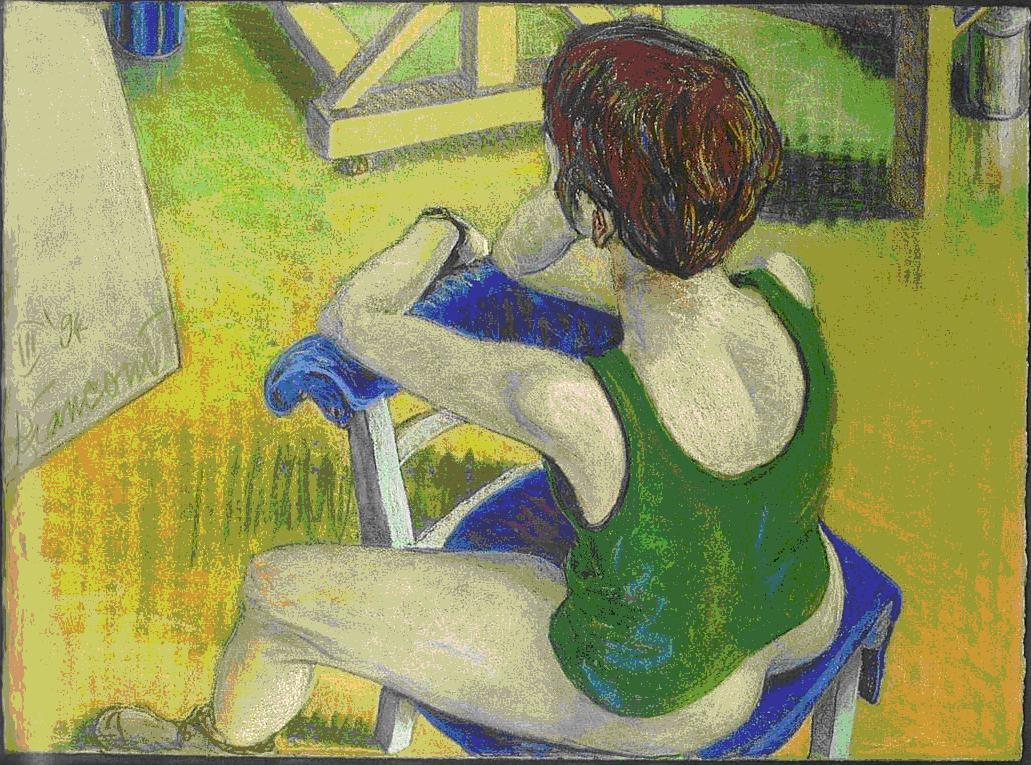
Diego Bianconi: Modellpause, 1994

- Vittore Scazziga (* 17. Oktober 1818 in Muralto; † 2. Oktober 1891 ebenda), Anwalt, Jurist, Politiker, Tessiner Grossrat, Gemeindepräsident von Muralto[7][8]
- Giuseppe Mariani (* 15. April 1850 in Bellinzona; † 2. März 1933 in Muralto), Naturwissenschaftler, Leiter der Wetterstation von Locarno-Muralto[9]
- Ernesto Büchi (* 26. April 1861 in Winterthur; † 22. September 1936 in Locarno), Fotograf[10][11]
- Giuseppe Cattori (1866–1932), Politiker, Tessiner Staatsrat der Christlichdemokratischen Volkspartei (CVP) und Nationalrat
- Janci (Giovanni Antonio) Adamina (* 1870 in Budapest; † 1941 in Muralto), Kunst- und Freskenmaler[12]
- Franziska zu Reventlow (Fanny) (1871–1918), deutsche Schriftstellerin, Malerin und Übersetzerin
- Richard Willstätter (1872–1942), † in Muralto, deutscher Chemiker
- Hugo Arnold Strauss (* 21. November 1872 in Makassar; † 19. Dezember 1944 in Minusio), Landschaftsmaler studierte an der Reichsakademie der Bildenden Künste in Amsterdam. Ab 1899 wirkte er in Muralto und Minusio[13]
- Max Büchi (* 26. April 1873 in Winterthur; † 22. September 1936 in Locarno), Ernesto, Schweizer Fotograf[14][15][16]
- Ernst Zuppinger (1875–1948), Kunstmaler
- Paul Klee (1879–1940), Maler und Grafiker
- Carl August Canaris (1881–1934), deutscher Manager
- Salvador de Madariaga y Rojo (1886–1978), spanischer Diplomat und Schriftsteller
- Richard Katz (1888–1968), Journalist und Reiseschriftsteller
- Karl Otten (1889–1963), deutscher Schriftsteller
- Richard Huelsenbeck (1892–1974), Schriftsteller, Dichter, Arzt und Psychoanalytiker
- Angelo Jelmini (1893–1968), Bischof
- Paul Werner Loosli (* 3. März 1895 in Zürich; † 6. Dezember 1962 in Muralto), Künstler, Maler und Zeichner schuf Tessiner Landschaften, Blumenstudien und Stoffentwürfe[17]
- Oskar Dickmann (* 1896 in Wien; † 1972 in Muralto), österreichischer Kunstmaler und Bildhauer[18][19]
- Franz Schulz (Drehbuchautor) (1897–1971), österreichisch-böhmischer Schriftsteller und Drehbuchautor
- Giuseppe Gangale (* 7. Màrz 1898 in Cirò Marina; † 13. Mai 1978 in Muralto), Lektor für Italienisch und Rätoromanisch an den Universitäten Aarhus und Kopenhagen[20]
- Erich Fromm (1900–1980), Psychoanalytiker, Philosoph und Sozialpsychologe
- Paul Alcide Saladin (* 19. Mai 1900 in Basel; † 3. Januar 1958 in Muralto), Maler, Stecher und Graveur schuf Angewandte Kunst[21]
- Rosetta Leins (* 5. Juni 1905 in Bellinzona; † 24. Dezember 1966 in Muralto), Künstlerin, Malerin und Illustratorin. Sie malte Landschaften, architektonische Themen, Stillleben, allegorische und religiöse Themen[22][23]
- Emilio Maria Beretta (* 27. März 1907 in Muralto; † 1. Juli 1974 in Genf), Zeichner, Maler und Bühnenbildner[24][25][26]
- Aldo Crivelli (1907–1981), Kunstmaler, Archäologe, Schriftsteller
- Corrado Cortella (* 12. Oktober 1910 in Muralto; † 21. März 2004 in Lugano), aus Losone, Erzpriester von Lugano, Direktor der Caritas Ticino[27]
- Sylva Galli (* 2. März 1919 in Lugano; † 10. Februar 1943 in Muralto), aus Bioggio, Malerin schuf Stillleben, Akte, Porträts, Interieurs und Landschaften[28][29]
- Rosita Mattei (* 25. August 1919 in Muralto; † 19. Juni 1998 ebenda), Politikerin[30]
- Giovanni Bonalumi (1920–2002), Schriftsteller, Literaturkritiker, Dozent an der Universität Basel
- Renato Ovini (* 30. September 1925 in Salsomaggiore Terme; † 12. August 1950 in Muralto), Maler[31]
- Karl Erb (1926–2018), Schweizer Sportjournalist und Autor
- Aloysio Janner (1928–2016), Physiker, Professor an der Radboud-Universität Nijmegen
- Guido Marazzi (* 2. September 1928 in Locarno; † 4. Juni 2012 in Muralto), Gymnasiallehrer, Direktor des Lehrerseminars (Magistrale) von Locarno (1968–1988), Gewerkschaftler[32][33]
- Livio Bernasconi (* 23. April 1932 in Muralto), Maler, von 1971 bis 1997 Lehrer an der Centro scolastico per le industrie artistiche (CSIA) in Lugano[34][35]
- Alberto Flammer (1938–2023), Künstler, Fotograf
- Flavio Cotti (1939–2020), Anwalt und Notar, Politiker, Tessiner Staatsrat, Bundesrat
- Roberto Dikmann (* 23. Februar 1943 in Muralto), Pianist, Komponist und Musikkritiker[36]
- Mario De Rossa (* 1944), aus Tegna, Lokalhistoriker, Sekundarlehrer, Politiker, Gemeinderat in Muralto, Friedensrichter[37]
- Giorgio Lanini (* 20. März 1951 in Locarno), Lautefabrikant, Restaurator[38]
- Claudio Magoni (* 12. August 1951 in Muralto), Bildhauer, Zeichner schuf Installation, Kunst im öffentlichen Raum und am Bau. Seit 1998 arbeitet zusammen mit Ursula Bohren Magoni[39]
- Renato Martinoni (* 20. Oktober 1952 in Muralto), Doktor der italienischen Literatur, Privatdozent an der Universität Zürich, Visiting Professor für vergleichende Literaturwissenschaft an der Universität Venedig[40], Ordentlicher Professor an der Universität St. Gallen, Literaturkritiker, Schriftsteller, Übersetzer[41][42][43]
- Raffaele Cavadini (1954), Architekt
- Lorenzo Bianda (* 3. August 1956 in Muralto; † November 2016 ebenda), Fotograf, Computer Art[44]
- Diego Bianconi (1957), Maler, Radierer, macht Akt- und Landschaftsdarstellungen
- Franco Forini (1958), Rennfahrer
- Marco Gurtner (* 25. März 1959 in Muralto), Maler und Kurator von Ausstellungen[45][46]
- Giuseppe De Giacomi alias Hal Borgnone (* 30. Januar 1963 in Muralto), Maler, Stecher, Kunstdrucker, Grafiker und Performer. Videokunst, Klang- und Audiokunst, Fotografie und Installation. Seit 2000 Mitglied des Kulturvereins NISKA[47]